# Municipio de Cuyoaco
El municipio de Cuyoaco (AFI: [kuʝo'ako]) (del nahuatl: cuyoni, ahco ‘horadar, en la altura’‘Hueco en la parte alta’) es uno de los 217 municipios del estado mexicano de Puebla. Se localiza en el centro oriente de la entidad, en la Zona de los llanos de San Juan. Su cabecera es la localidad de Cuyoaco.

## Geografía
El municipio de Cuyoaco forma parte de la región de los llanos de San Juan, que es una planicie lacustre donde se encuentra la laguna de Totolcingo. Limita al norte con Tlatlauquitepec y Chignautla; al oriente con el municipio de Tepeyahualco; al sur con el municipio de Libres; al poniente con municipio de Ocotepec e Ixtacamaxtitlán; y al noroeste con Zautla. La superficie del término cuyoaquense es de 294.68 km².

## Historia
La cabecera municipal fue fundada por los nahuas durante la época precolombina. En la Colonia se constituyó como un corregimiento de San Juan de los Llanos. En 1837, la Junta del Departamento de Puebla declaró a Santa María Cuyoaco como una municipalidad del partido de Los Llanos, y en 1880 se decretó la separación de Ocotepec para que formara un municipio independiente. En 1921 es declarado municipio del estado de Puebla.
El 17 de junio de 1773 la iglesia de Santa María de la Natividad Cuyoaco se convierte en parroquia, aunque la construcción data del siglo XVI.